# Davide penitente
Davide penitente, K. 469 (també Davidde penitente, en català David penitent), és una cantata de Wolfgang Amadeus Mozart, amb textos de Saverio Mattei. La cantata va ser encarregada per la Tonkünstler-Societät de Viena, i va ser estrenada el 13 de març de 1785 al Burgtheater de la mateixa Viena. Bona part de la música deriva de la Gran Missa en do menor, K. 427 (1782–83, estrenada de forma inacabada el 1783); si bé dues àries (A te, fra tanti affanni i Fra l'oscure ombre funeste) i una cadència de l'últim moviment (Chi en Dio sol spera) les va compondre de bell nou per a l'obra.
Té una durada d'uns 45 minuts aproximadament.

## Autoria del text
El tema de l'obra es basa en els Salms i el Primer llibre de Samuel de l'Antic Testament. El text havia estat atribuït anteriorment a Lorenzo Da Ponte, d'acord amb una informació de Vincent Novello. Tanmateix, ara se sap que el text es va bastir a partir de les traduccions a l'italià dels Salms fetes per Saverio Mattei (1742–95).

## Estructura
1. Alzai le flebili voci al Signor (Andante moderato: cor)
2. Cantiam le glorie e le lodi (Allegro vivace: cor)
3. Lungi le cure ingrate (Allegro aperto: soprano II)
4. Sii pur sempre benigno (Adagio: cor)
5. Sorgi, o Signore, e spargi i tuoi nemici (Allegro moderato: sopranos I i II)
6. A te, fra tanti affanni – Udisti i voti miei (Andante – Allegro: tenor)
7. Se vuoi, puniscimi (Largo: doble cor)
8. Tra l'oscure ombre funeste – Alme belle (Andante – Allegro: soprano)
9. Tutte le mie speranze (Allegro: sopranos I i II, tenor)
10. Chi in Dio sol spera (Adagio: cor) – Di tal pericoli non ho timor (cor)